# Jättelönn
Jättelönn (Acer macrophyllum) är ett träd i familjen kinesträdsväxter med ett naturligt utbredningsområde i Nordamerikas västkust, från sydligaste Alaska till södra Kalifornien. Jättelönnen beskrevs av  Frederick Traugott Pursh. Vissa bestånd finns även längre in i landet vid kanten av Sierra Nevadas bergskedja i centrala Kalifornien, och även ett litet bestånd även i centrala Idaho.
Jättelönnen kan bli upp till 48 meter hög, men blir vanligtvis cirka 15–20 meter. 

## Beskrivning

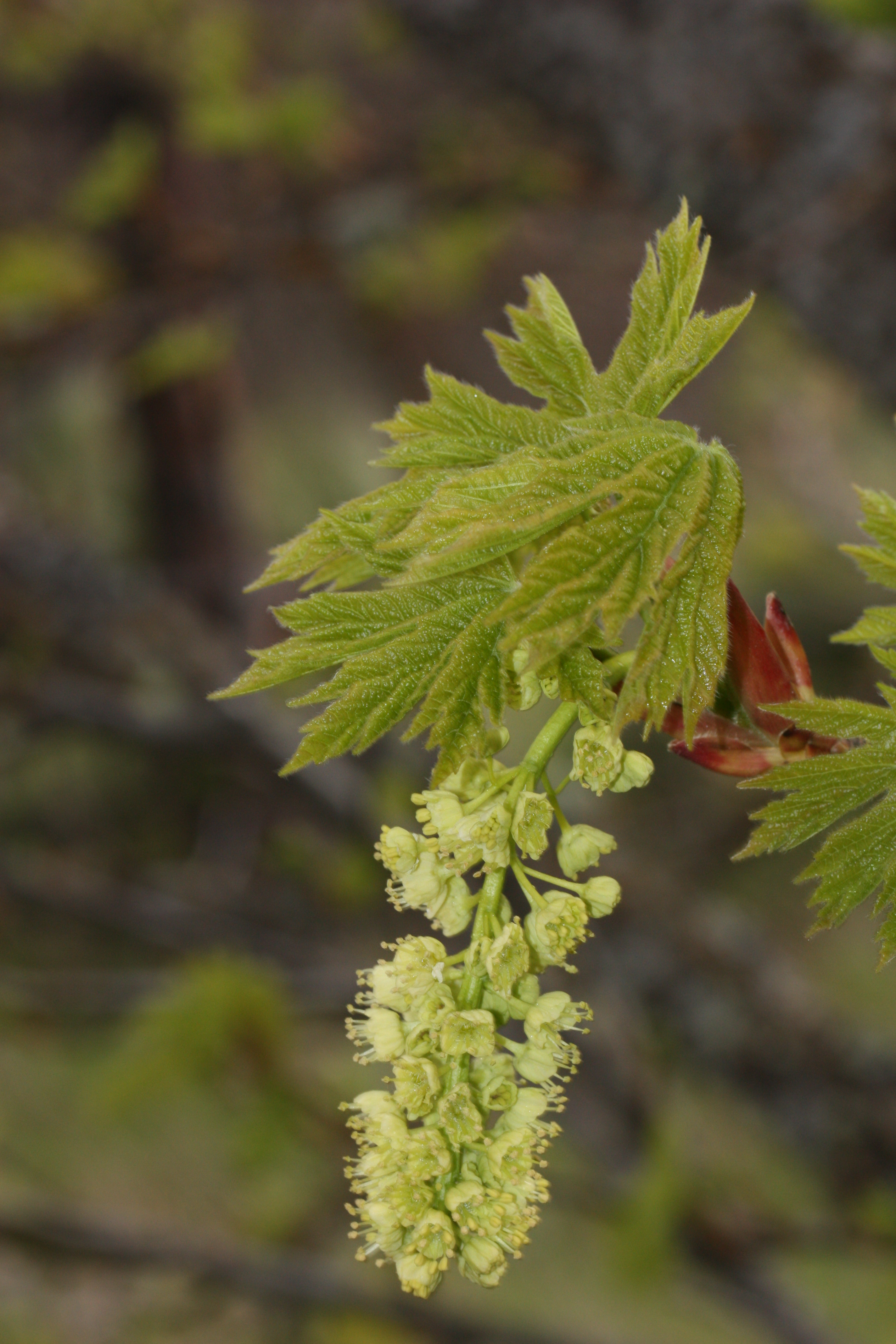
Den 10–15 cm långa gröngula blomklasen växer fram när löven utvecklas under våren

Jättelönnen har de största bladen av alla lönnar, vanligtvis mellan 15 och 30 cm i diameter, med fem djupt skurna handformiga flikar, med den längsta på upp till 61 cm. På hösten övergår löven i gyllene färgtoner.
I de fuktigare områdena av dess utbredningsområde, som Olympic National Park till exempel, blir jättelönnens bark som oftast bevuxen av epifyter som mossa och ormbunksväxter. 

## Ekologi
Arten växer i låglandet och i bergstrakter upp till 2000 meter över havet. Den hittas i lövskogar, i blandskogar, glest inblandad i barrskogar och i trädgrupper nära vattendrag. Olika mossor kan förekomma som epifyter på jättelönn. Exemplaren kan efter tio år utveckla frön efter att blommorna pollinerades av insekter. Frön sprids sedan med hjälp av vinden. Livslängden för jättelönn ligger mellan 50 och 200 år. Hjortdjur och amerikansk bäver äter trädens kvistar och blad.

## Status
Olika svampar vid trädens rötter kan vara skadliga. Larver av träfjärilen Prionoxystus robiniae kan döda enstaka exemplar. Även den introducerade asiatiska långhorningen (Anoplophora glabripennis) kan vara farlig för arten. Allmänt är jättelönn inte sällsynt och den listas av IUCN som livskraftig (LC).